# 2024年9月18日月食
2024年9月18日月食为一次在协调世界时2024年9月18日出現的月偏食，這是2024年兩次月食中的第二次，也是月食的第118沙羅週期的最後一次月偏食。該月食半影食分為1.062、全影食分為0.091。偏食維持了32分。另外在月食發生的9小時前，月球公轉軌道達到近地點，即形成超級月亮。地月距離達357,486公里，直徑33.4'。

## 概述
這次月食的食分是23.77，偏食維持了32分。
|                      |
| 本次月食的可见范围。 |

## 能見度
月食在非洲西部和歐洲、北美洲南部和東部、整個南美洲以及南極洲部分地區可見，並且在北美洲其他地區可見升起，在非洲其他地區、亞洲部分，歐洲和中東地區可見落下。

## 基本參數
- 類型：月偏食
- 食甚資料：
  - 日期：2024年9月18日
  - 時間：2:44
  - 月球位置：赤經23.77度、赤緯-2.6度
  - 食分：半影食分：1.062、全影食分：0.091
  - 持續時間：偏食32分

## 外部連結
- NASA月食專頁（页面存档备份，存于）（英文）